# Convoy (1978)
Convoy is een Amerikaanse actiefilm uit 1978 onder regie van Sam Peckinpah.

## Verhaal
Enkele vrachtwagenchauffeurs slaan een corrupte politieagent in elkaar. Als ze vervolgens op de vlucht slaan, ontstaat er een protestkonvooi tegen politiegeweld in de richting van de grens met Mexico.

## Rolverdeling
| Acteur             | Personage              |
| ------------------ | ---------------------- |
| Kris Kristofferson | Martin Penwald         |
| Ali MacGraw        | Melissa                |
| Ernest Borgnine    | Sheriff Lyle Wallace   |
| Burt Young         | Pig Pen                |
| Madge Sinclair     | Widow Woman            |
| Franklyn Ajaye     | Spider Mike            |
| Brian Davies       | Chuck Arnoldi          |
| Seymour Cassel     | Governer Jerry Haskins |
| Cassie Yates       | Violet                 |
| Walter Kelley      | Federal Agent Hamilton |
| Jackson D. Kane    | Big Nasty              |
| Billy Hughes       | Pack Rat               |
| Whitey Hughes      | White Rat              |
| Bill Coontz        | Old Iguana             |
| Tommy Huff         | Lizard Tongue          |